# İkibaşlı, Emet
İkibaşlı là một xã thuộc huyện Emet, tỉnh Kütahya, Thổ Nhĩ Kỳ. Dân số thời điểm năm 2008 là 117 người.